# پایگاه هوایی سپاه تفنگداران دریایی یوما
 پایگاه هوایی سپاه تفنگداران دریایی یوما (به انگلیسی: Marine Corps Air Station Yuma) یک فرودگاه نظامی و غیرنظامی است که یک باند فرود بتن دارد و طول باند آن ۴۰۵۴ متر است. این فرودگاه در شهر یوما، آریزونا کشور ایالات متحده آمریکا قرار دارد و در ارتفاع ۶۶ متری از سطح دریا واقع شده‌است.

## نگارخانه

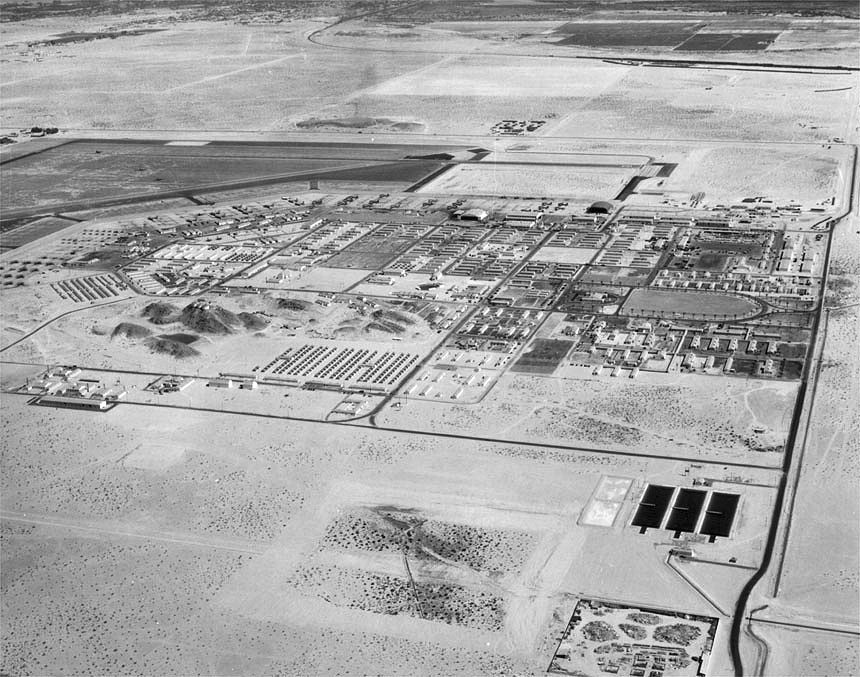
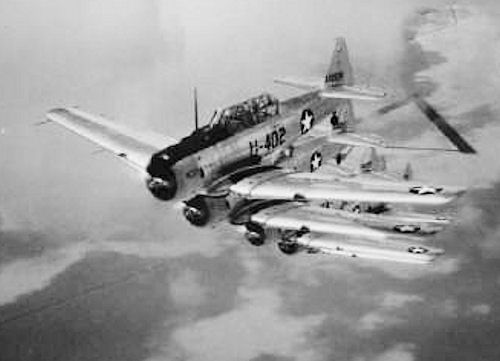
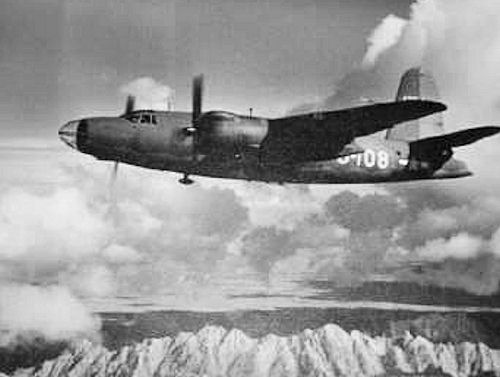